# Peronema
Peronema es un género de plantas con flores pertenecientes a la familia de las lamiáceas, anteriormente se encontraba en las verbenáceas. Incluye una sola especie: Peronema canescens Jack (1822).
Es nativo de Indochina a Malasia.

## Sinonimia
- Peronema heterophyllum Miq., Fl. Ned. Ind., Eerste Bijv.: 570 (1861).[3]